# ألفونسو بيريز (مؤرخ)
ألفونسو بيريز (بالإسبانية: Alfonso Pérez Sánchez)‏ (و. 1935 – 2010 م) هو مؤرخ، وأستاذ جامعي، وكاتب، وأستاذ متفرغ، ومؤرخ الفن إسباني، ولد في قرطاجنة، إسبانيا، كان عضوًا في الأكاديمية الملكية للتاريخ، توفي في مدريد، عن عمر يناهز 75 عاماً.

## التعليم
تعلم في جامعة غرناطة
.